# Siennica Różana (gemeente)
De gemeente Siennica Różana is een landgemeente in het Poolse woiwodschap Lublin, in powiat Krasnostawski.
De zetel van de gemeente is in Siennica Różana.
Op 30 juni 2004 telde de gemeente 4452 inwoners.

## Oppervlakte gegevens
In 2002 bedroeg de totale oppervlakte van gemeente Siennica Różana 98,37 km², waarvan:
- agrarisch gebied: 71%
- bossen: 22%

De gemeente beslaat 8,65% van de totale oppervlakte van de powiat.

## Demografie
Stand op 30 juni 2004:
| Omschrijving                   | Totaal | Totaal | Vrouwen | Vrouwen | Mannen | Mannen |
| ------------------------------ | ------ | ------ | ------- | ------- | ------ | ------ |
| eenheid                        | aantal | %      | aantal  | %       | aantal | %      |
| inwoners                       | 4452   | 100    | 2306    | 51,8    | 2146   | 48,2   |
| bevolkingsdichtheid (inw./km²) | 45,3   | 45,3   | 23,4    | 23,4    | 21,8   | 21,8   |

In 2002 bedroeg het gemiddelde inkomen per inwoner 1656,08 zł.

## Administratieve plaatsen (sołectwo)
Baraki, Boruń, Kozieniec, Maciejów, Rudka, Siennica Królewska Duża, Siennica Królewska Mała, Siennica Różana, Stójło, Wierzchowiny, Wola Siennicka, Zagroda, Zwierzyniec, Żdżanne.

## Aangrenzende gemeenten
Chełm, Krasnystaw, Krasnystaw, Kraśniczyn, Leśniowice, Rejowiec
- Virtual International Authority File: 108148752298341202728